# ترکیب‌گری

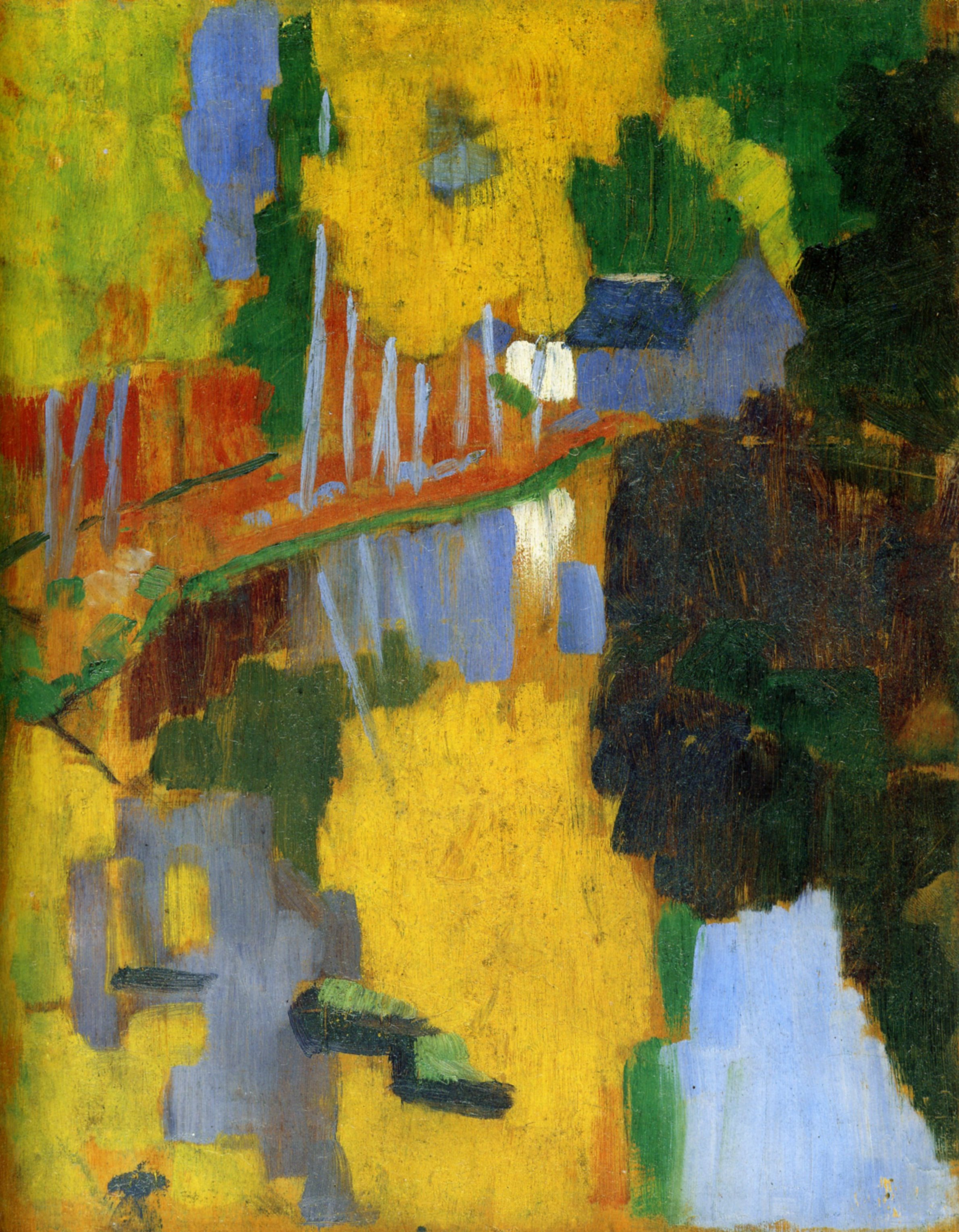
طلسم اثر پل سروزیه به‌عنوان یکی از بارزترین آثار ترکیب‌گری شناخته می‌شود.

ترکیب‌گری (به فرانسوی: Synthétisme) یکی از سبک‌های جنبش پسادریافتگری است که در آن فضاهای تصویر شده را با استفاده از رنگ‌های تخت و درخشان می‌آفرینند. این واژه را امیل برنار، پل گوگن و لوئیس آنکتن بین سال‌های ۱۸۸۶ تا ۱۸۹۰ برای جدا کردن سبک خود از دریافتگری مورد استفاده قرار می‌دادند، هرچند بعدها نیز این شیوه به‌صورت خاصی در آثار دیگر نقاشان به‌کار گرفته می‌شد. در اوایل ترکیب‌گری رابطه بسیار نزدیکی با مجزاگری داشت ولی در اواخر به نمادگرایی نزدیک شد. کونو آمیت نیز یکی دیگر از نقاشان ترکیب‌گر بود.

## نگارخانه

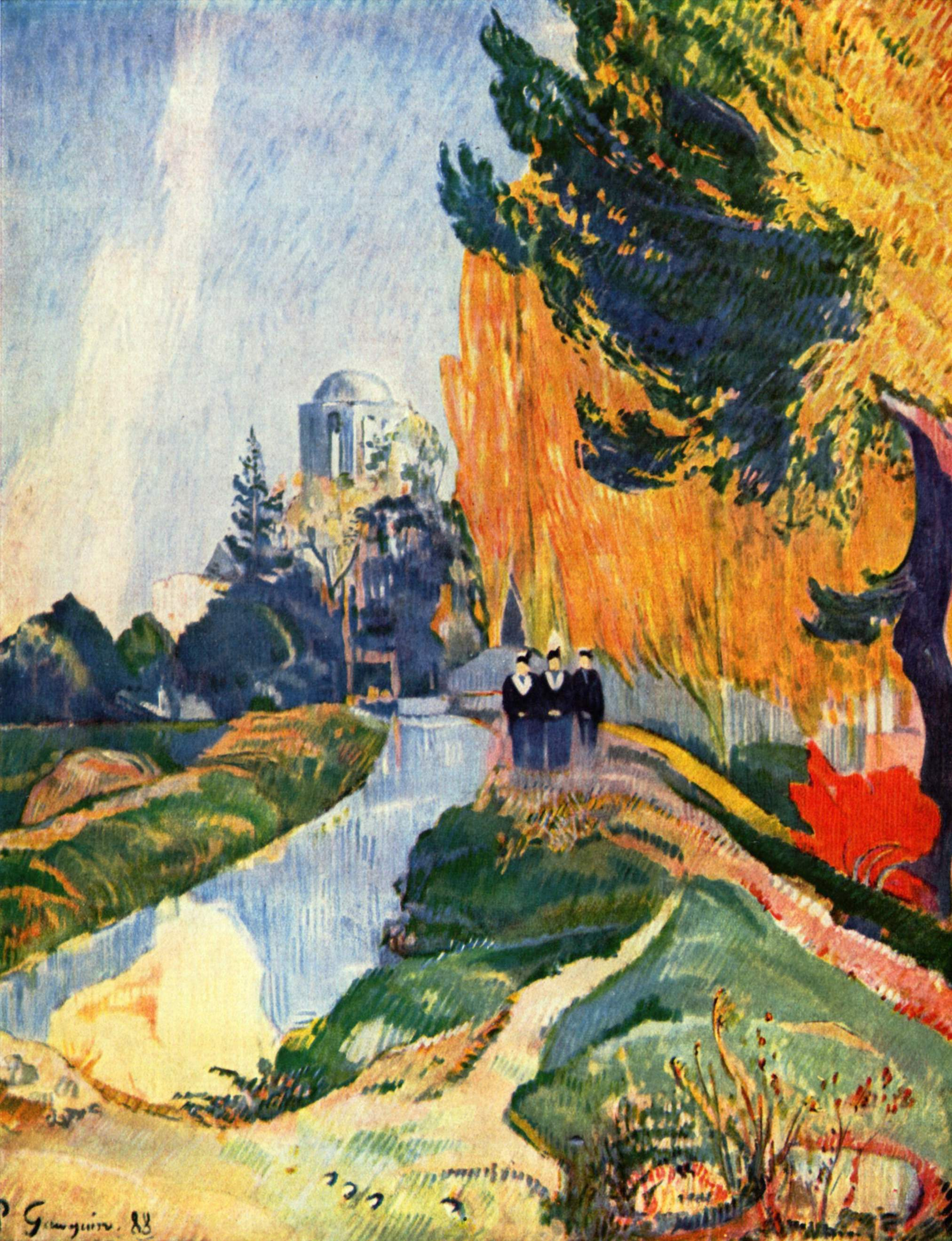
پل گوگن لو الیسکَ. رنگ‌روغن روی بوم، ۱۸۸۸.
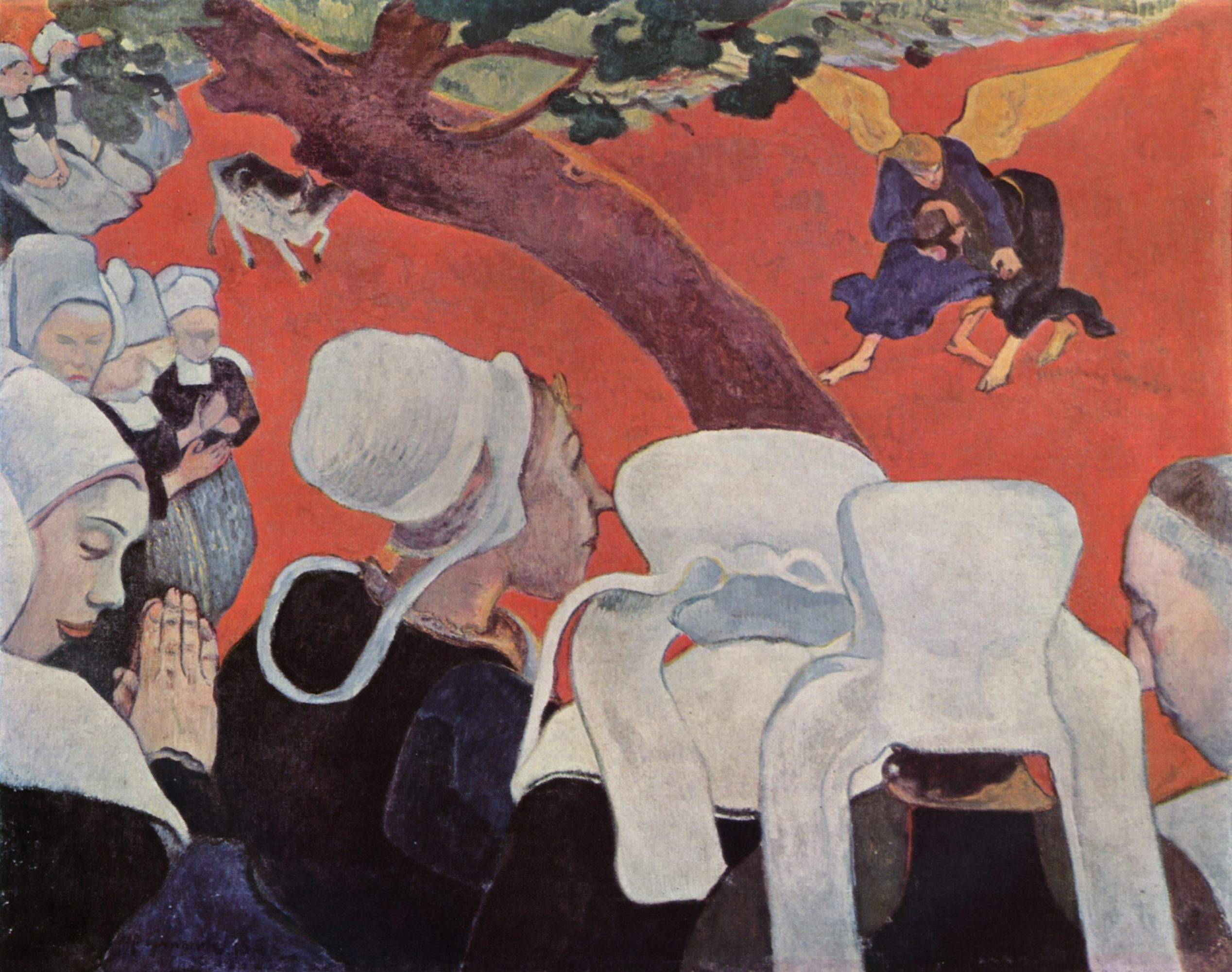
پل گوگن بینش بعد از موعظه. رنگ‌روغن روی بوم، ۱۸۷۷-۱۸۸۶.
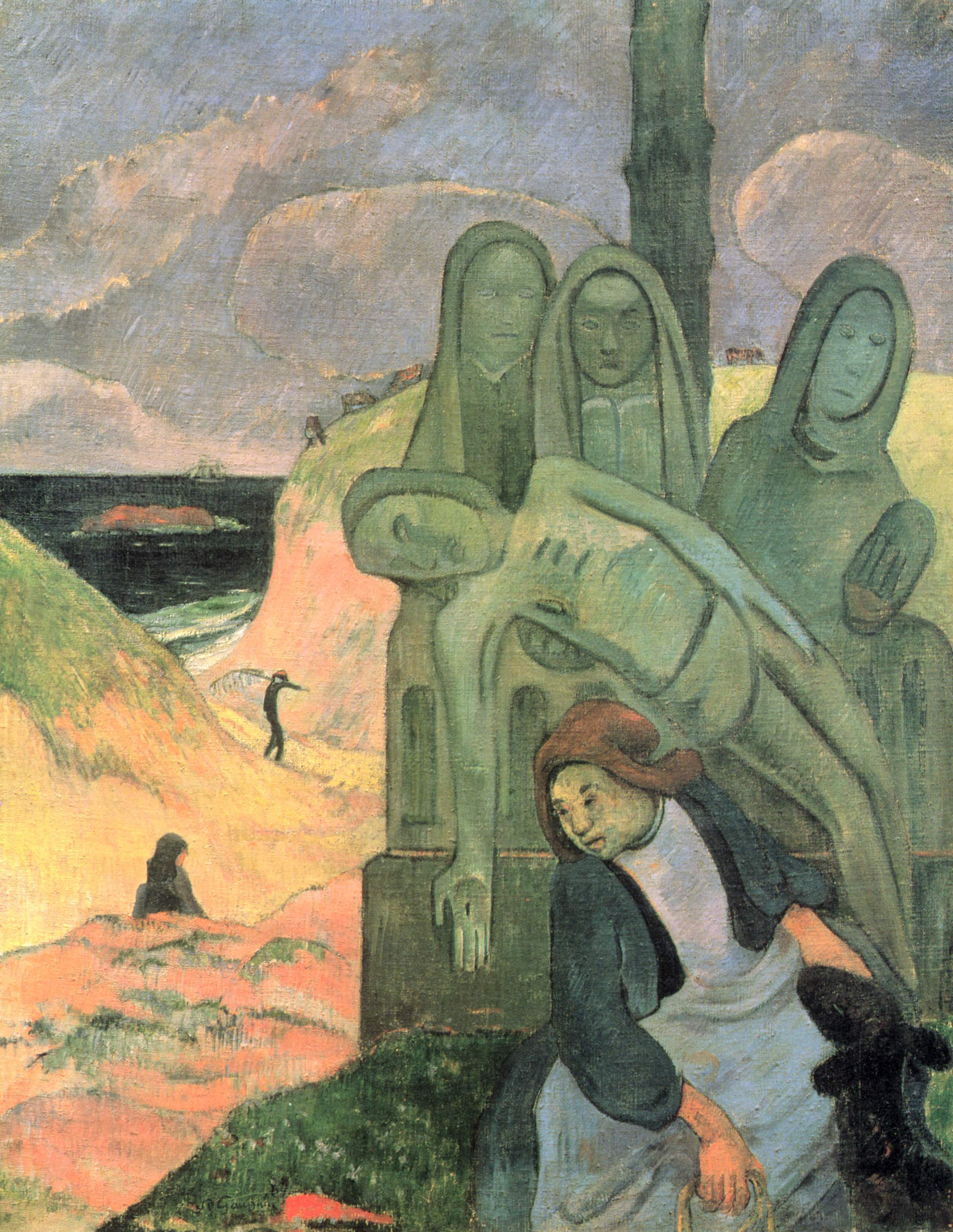
پل گوگن مسیح سبز. رنگ‌روغن روی بوم، ۱۹۰۱.
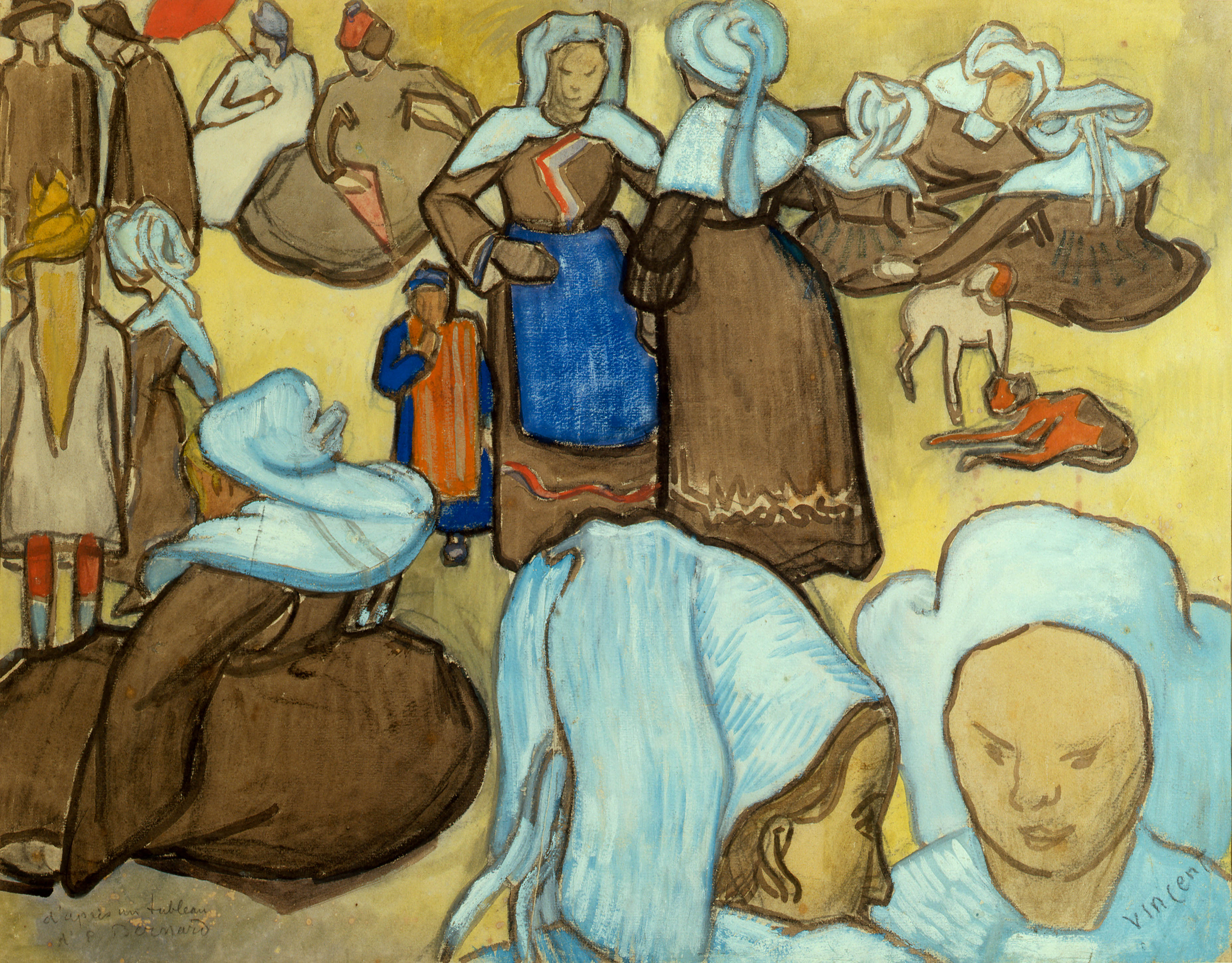
ونسان ون گوگ زنان و کودکان برتون. رنگ‌روغن روی بوم، ۱۹۰۰.
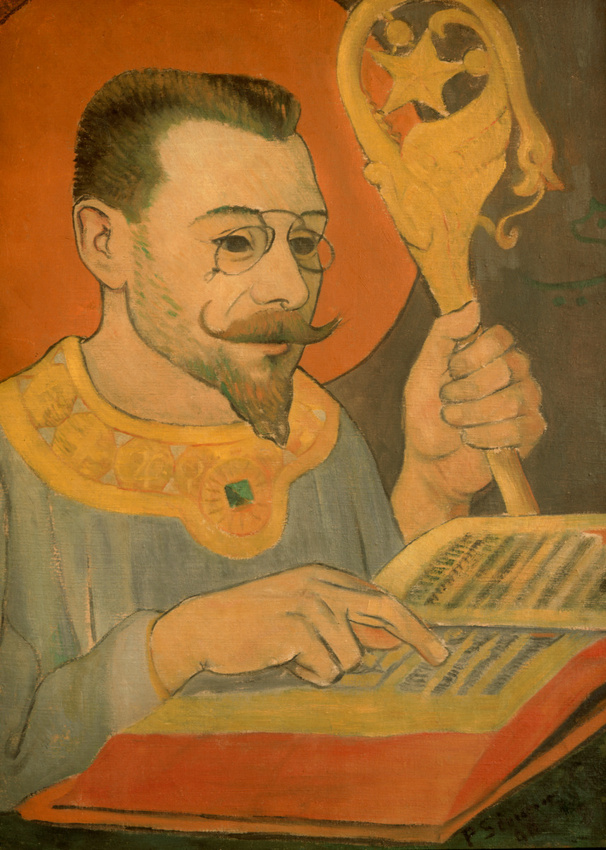
پل سروزیه چهره پل رنسون. رنگ‌روغن روی بوم، ۱۸۸۷.
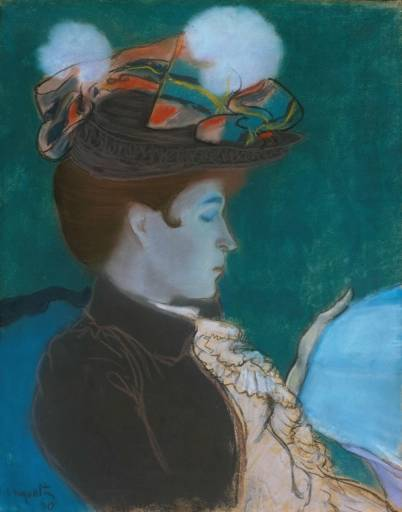
لوئیس آنکتن
زن در حال خواندن.
رنگ‌روغن روی بوم، ۱۹۰۵.